# 卡雷卡 (1968年)
卡雷卡（葡萄牙語：Careca，1968年9月27日—），巴西前男子足球运动员，场上位置是前锋。他曾代表巴西国奥队参加1988年夏季奥林匹克运动会足球比赛，获得一枚银牌。